# Jorge Carrascosa
Jorge Carrascosa (15 d'agost de 1948) és un exfutbolista argentí.

## Selecció de l'Argentina
Va formar part de l'equip argentí a la Copa del Món de 1974.